# 若昂一世 (布拉干薩)
若昂一世（葡萄牙語：João I，1543年—1583年2月22日），布拉干薩公爵，1563年至1583年在位。

## 家庭
1563年，若昂一世與表姐卡塔琳娜結婚。卡塔琳娜的父親是基馬拉斯公爵杜阿爾特，母親是若昂的姑姑伊莎貝爾。若昂與卡塔琳娜共有3子2女：
1. 瑪麗亞（1565年—1592年）
2. 瑟拉菲娜（1566年—1604年），埃斯卡洛納公爵夫人
3. 特奧多西奧（1568年—1630年），布拉干薩公爵
4. 杜阿爾特（1569年—1627年）
5. 亞歷山大（1570年—1608年），埃武拉大主教